# Generalkommando 67
Das Generalkommando 67 war ein Großverband der Armee des Deutschen Kaiserreiches im Ersten Weltkrieg.

## Gliederung
Es handelte sich beim Generalkommando 67 um ein Generalkommando z. b. V. (Generalkommando zur besonderen Verwendung). Diese entstanden ab 1916 und waren reine Kommandostellen, die militärischen Einheiten wurden ihm nach Bedarf zugeordnet.

## Geschichte

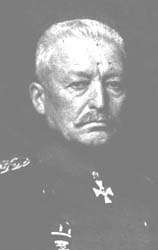
General Reinhard von Scheffer-Boyadel

Mitte September 1917 erfolgte die Auflösung der Armeeabteilung Scheffer, der Stab wurde zur Bildung des AOK 14 verwendet. In letzteren Abschnitt führte jetzt des neu gegründete Generalkommandos z. b. V. Nr. 67, das wiederum aus dem Stab des XVII. Reserve-Korps hervorging und der 10. Armee unterstellt wurde. Generalleutnant Reinhard von Scheffer-Boyadel wurde im 17. September 1917 zum Kommandeur des Generalkommandos z. b. V. Nr. 67 ernannt, das folgend auch als "Abschnitt Lida" benannt wurde und bis Kriegsende existierte.

## Kommandierender General
| Dienstgrad      | Name                          | Datum                             |
| --------------- | ----------------------------- | --------------------------------- |
| Generalleutnant | Reinhard von Scheffer-Boyadel | 17. September 1917 bis Kriegsende |